# Cantonul Fay-sur-Lignon
Cantonul Fay-sur-Lignon este un canton din arondismentul Le Puy-en-Velay, departamentul Haute-Loire, regiunea Auvergne, Franța.

## Comune
- Champclause
- Chaudeyrolles
- Les Estables
- Fay-sur-Lignon (reședință)
- Saint-Front
- Les Vastres